# Транспортная экспедиция
Транспортная экспедиция — деятельность, связанная с оказанием услуг грузоотправителям и грузополучателям (клиентам) и организацией доставки грузов каким-либо видом транспорта. Оказанием услуг транспортной экспедиции (экспедиторских услуг) занимаются специальные экспедиторские организации — экспедитор.

## Правовые основы транспортно-экспедиционной деятельности
Понятие «транспортная экспедиция», порядок и условия заключения договора транспортной экспедиции, обязанности сторон, закреплены в Гражданском кодексе РФ.
С принятием в 2003 году закона РФ «О транспортно-экспедиционной деятельности» были законодательно определены порядок деятельности экспедиторских организаций и оформления необходимых для грузоперевозок документов, права и обязанности клиентов и экспедиторов. Вопросы транспортной экспедиции нашли своё отражение и в нормативных документах различных видов транспорта, например, в Уставе железных дорог.
Экспедиторские организации 150 стран объединились в Международную федерацию экспедиторских ассоциаций, в рамках которой выработаны унифицированные правила ведения транспортно-экспедиторской деятельности.

## Содержание транспортно-экспедиционной деятельности
При оказании экспедиторских услуг в полном объёме, транспортная экспедиция подразумевает организацию перевозки грузов от двери склада грузоотправителя до двери склада грузополучателя (используется термин «от двери — до двери»). В этом случае полный комплекс услуг по доставке груза включает:
- доставку от склада грузоотправителя на грузовую железнодорожную станцию, в порт, в аэропорт;
- погрузку в транспортное средство (автомобиль, вагон, корабль, самолёт);
- оплату тарифа на перевозку грузов;
- выгрузку из транспортного средства, например, вагона на станции назначения;
- доставку груза автомобильным транспортом до склада грузополучателя.

В перечень транспортно-экспедиторских услуг входит:
- Разработка по поручению клиента маршрута перевозки груза при перевозках несколькими видами транспорта (смешанные или так называемые мультимодальные и интермодальные перевозки);
- Заключение договоров с другими экспедиторами и участниками перевозочного процесса для фрахтования морских и речных судов, самолётов, вагонов и автомобилей;
- Оформление транспортных документов: транспортных накладных, коносаментов и других документов, необходимых для доставки грузов по назначению;
- Оплата тарифов на перевозку и других платежей и сборов;
- Страхование грузов, участие в оформлении документов при повреждении, порче или недостачи грузов (так называемые несохранные перевозки);
- Выполнение обязанностей таможенного брокера при перевозках экспортно-импортных грузов;
- Информирование грузоотправителей о продвижении грузов, розыск грузов в случае их потери;
- Организация при необходимости переадресовки грузов в пути следования;
- Получение разрешений и оформление документов на перевозку опасных, крупногабаритных и тяжеловесных грузов;
- Другие услуги по поручению клиентов.